# Glastenbury
Glastenbury – miasto w Stanach Zjednoczonych, w stanie Vermont, w hrabstwie Bennington.